# Ineke Donkervoort
Huiberdina (Ineke) Donkervoort (Rotterdam, 1 april 1953) is een voormalige Nederlandse roeister. Ze vertegenwoordigde Nederland bij verschillende grote internationale wedstrijden. Eenmaal nam ze deel aan de Olympische Spelen, maar won bij die gelegenheid geen medailles.
In 1980 maakte Donkervoort haar olympisch debuut op de Olympische Spelen van Moskou op het onderdeel dubbelvier met stuurvrouw. Met een tijd van 3.25,64 in de kwalificatieronde drong ze door tot de finale. Daar werd ze zesde in 3.22,64.
Donkervoort was lid van de Amsterdamse roeivereniging R.S.V.U. Okeanos.

## Palmares

### Roeien (dubbelvier met stuurvrouw)
- 1977: 7e WK - 3.19,00
- 1979: 7e WK - 3.12,96
- 1980: 6e OS - 3.22,64

Ineke Donkervoort · 
Lili Meeuwisse · 
Greet Hellemans · 
Jos Compaan · 
Monique Pronk (stuurvrouw)